# Меха, Альбан
Альбан Меха (алб. Alban Meha; род. 25 апреля 1986 года, Титова-Митровица) — албанский футболист, полузащитник клуба «Гессен-Кассель».

## Клубная карьера
Альбан Меха — воспитанник немецкого клуба «Штутгартер Кикерс». Поиграв за резервную команду клуба, «Кирххайм-унтер-Текк» в Фербандслиге «Вюртемберг», «Ройтлинген 05» в Региональной лиге «Юг» и трирский «Айнтрахт» в Региональной лиге «Запад», футболист перешёл в клуб Второй Бундеслиги «Падерборн 07» в июле 2011 года. 17 июля 2011 года он дебютировал в ней, выйдя в стартовом составе в гостевом мачте против «Ганзы». Спустя месяц Меха забил свой первый гол в лиге. укрепив в концовке преимущество «Падерборна 07» в гостевом поединке против дрезденского «Динамо».

## Карьера в сборной
7 сентября 2012 года Альбан Меха дебютировал за сборную Албании в домашнем матче против сборной Кипра, проходившем в рамках отборочного турнира чемпионата мира 2014 года. Меха вышел в стартовом составе и сделал голевую передачу на Армандо Садику, открывшего счёт в матче. Первый гол за Албанию Меха забил 26 марта 2013 года в товарищеской игре против сборной Литвы, открыв счёт в матче на 33-й минуте.

## Статистика выступлений

### В сборной
| Матчи и голы Альбана Мехи за сборную Албании | Матчи и голы Альбана Мехи за сборную Албании | Матчи и голы Альбана Мехи за сборную Албании | Матчи и голы Альбана Мехи за сборную Албании | Матчи и голы Альбана Мехи за сборную Албании | Матчи и голы Альбана Мехи за сборную Албании | Матчи и голы Альбана Мехи за сборную Албании |
| №                                            | Дата                                         | Место проведения                             | Соперник                                     | Счёт                                         | Голы                                         | Соревнование                                 |
| -------------------------------------------- | -------------------------------------------- | -------------------------------------------- | -------------------------------------------- | -------------------------------------------- | -------------------------------------------- | -------------------------------------------- |
| 1                                            | 7 сентября 2012                              | Кемаль Стафа, Тирана                         | Кипр                                         | 3:1                                          | —                                            | Квалификация ЧМ 2014                         |
| 2                                            | 11 сентября 2012                             | Свисспорарена, Люцерн                        | Швейцария                                    | 0:2                                          | —                                            | Квалификация ЧМ 2014                         |
| 3                                            | 12 октября 2012                              | Кемаль Стафа, Тирана                         | Исландия                                     | 1:2                                          | —                                            | Квалификация ЧМ 2014                         |
| 4                                            | 26 марта 2013                                | Кемаль Стафа, Тирана                         | Литва                                        | 4:1                                          | 1                                            | Товарищеский матч                            |
| 5                                            | 15 ноября 2013                               | Стадион Университета Акдениз, Анталья        | Беларусь                                     | 0:0                                          | —                                            | Товарищеский матч                            |
| 6                                            | 5 марта 2014                                 | Стадион Нико Дована, Дуррес                  | Мальта                                       | 2:0                                          | 1                                            | Товарищеский матч                            |
| 7                                            | 8 октября 2015                               | Эльбасан Арена, Эльбасан                     | Сербия                                       | 0:2                                          | —                                            | Квалификация ЧЕ 2016                         |

Итого: 7 матчей / 2 гола; eu-football.info.
| Матчи и голы Альбана Мехи за сборную Косова | Матчи и голы Альбана Мехи за сборную Косова | Матчи и голы Альбана Мехи за сборную Косова | Матчи и голы Альбана Мехи за сборную Косова | Матчи и голы Альбана Мехи за сборную Косова | Матчи и голы Альбана Мехи за сборную Косова | Матчи и голы Альбана Мехи за сборную Косова |
| №                                           | Дата                                        | Место проведения                            | Соперник                                    | Счёт                                        | Голы                                        | Соревнование                                |
| ------------------------------------------- | ------------------------------------------- | ------------------------------------------- | ------------------------------------------- | ------------------------------------------- | ------------------------------------------- | ------------------------------------------- |
| 1                                           | 5 сентября 2016                             | Веритас, Турку                              | Финляндия                                   | 1:1                                         | —                                           | Квалификация ЧМ 2018                        |
| 2                                           | 9 октября 2016                              | Стадион Краковии, Краков                    | Украина                                     | 0:3                                         | —                                           | Квалификация ЧМ 2018                        |

Итого: 2 матча / 0 голов; eu-football.info.